# 朴鉄民
朴 鉄民（パク・チョルミン、朝鮮語: 박철민）は、朝鮮民主主義人民共和国の政治家。最高人民会議副議長、金日成・金正日主義青年同盟中央委員会委員長、朝鮮労働党中央委員会委員候補。最高人民会議常任委員会委員などを歴任。

## 経歴
出生地や生年月日は不明。2016年8月に金日成・金正日主義青年同盟中央委員会組織担当書記に就任した。2017年10月7日に開催された朝鮮労働党中央委員会第7期第2回総会で党中央委員会委員構成に補選され、同年11月7日に開催された、金日成・金正日主義青年同盟中央委員会第9期第5次全員会議拡大会議（拡大総会）で青年同盟中央委員会第一書記（委員長）に選出された。2018年4月11日に開催された最高人民会議第13期第6回会議で最高人民会議常任委員会委員に補選された。同年7月27日に開催された第5回全国老兵大会で、青年を代表して決意討論を行った。2019年3月10日に実施された最高人民会議第14期代議員選挙中央選挙委員会委員に選出され、4月11日に開催された第14期第1回会議で副議長に選出された。8月20日にイランを訪問し、同国国会議長のアリー・ラーリージャーニーと対米問題などについて会談した。
2021年4月27日に開かれた社会主義愛国青年同盟中央委員会第10期第1回総会で青年同盟中央委員会委員長を解任された。

## 参考サイト
- 북한정보포털

| 先代全勇男 | 金日成・金正日主義青年同盟中央委員会委員長2017年 - 2021年 | 次代ムン・チョル |